# Megasoma occidentalis
Megasoma occidentalis es una especie de escarabajo rinoceronte del género Megasoma, tribu Dynastini, familia Scarabaeidae. Fue descrita científicamente por Bolívar, Pieltain, Jiménez-Asúa y Martínez en 1963.
La especie se mantiene activa durante los meses de enero, febrero, mayo, julio, septiembre, octubre, noviembre y diciembre.

## Descripción
Mide 53,34-81,28 milímetros de longitud.

## Distribución
Se distribuye por México y Colombia.